# Lista de membros associados da Academia Brasileira de Ciências empossados em 1992
Esta lista contém os nomes dos membros associados da Academia Brasileira de Ciências empossados em 1992. 
A categoria de associados foi extinta na reforma estatutária ocorrida em 1999. Ambas as categorias titular e associado são de caráter vitalício. 
| Imagem | Nome                  | Datas de nascimento e falecimento | Local de nascimento | Área de especialização | Alma mater | Data de posse         | Conhecido por                         | Referências |
| ------ | --------------------- | --------------------------------- | ------------------- | ---------------------- | ---------- | --------------------- | ------------------------------------- | ----------- |
|        | Hélio Teixeira Coelho | 16 de fevereiro de 1941           | Bonito, PE          | Ciências Físicas       | UFPE       | 28 de janeiro de 1992 |                                       | [ 3 ]       |
|        | José Felipe Voloch    | 13 de fevereiro de 1963           | Rio de Janeiro, RJ  | Ciências Matemáticas   |            | 28 de janeiro de 1992 |                                       | [ 4 ]       |
|        | Marta Pinheiro        | 26 de maio de 1952                | Bagé, RS            | Ciências Biomédicas    | UFPR       | 28 de janeiro de 1992 | Foi orientada por Newton Freire-Maia. | [ 5 ]       |